# Drapetis kerteszi
Drapetis kerteszi är en tvåvingeart som beskrevs av Mario Bezzi 1912. Drapetis kerteszi ingår i släktet Drapetis och familjen puckeldansflugor. Inga underarter finns listade i Catalogue of Life.